# Hydrelia costalis
Hydrelia costalis är en fjärilsart som beskrevs av Aurivillius 1910. Hydrelia costalis ingår i släktet Hydrelia och familjen mätare. Inga underarter finns listade i Catalogue of Life.